# Telopea (revista)
Telopea, (abreujat Telopea), és una revista científica de revisió per experts que publica articles d'investigació originals sobre la sistemàtica de les plantes, se centra en la flora de Nova Gal·les del Sud però amb un contingut ampli que abasta Austràlia i la regió Àsia-Pacífic. La revista va ser fundada el 1975 i es publica semestralment per l'Herbari Nacional de Nova Gal·les del Sud, Reial Jardí Botànic. Es diu així pel gènere Telopea, comunament coneguda com la Waratahs.